# Louis-Jean-François Lagrenée

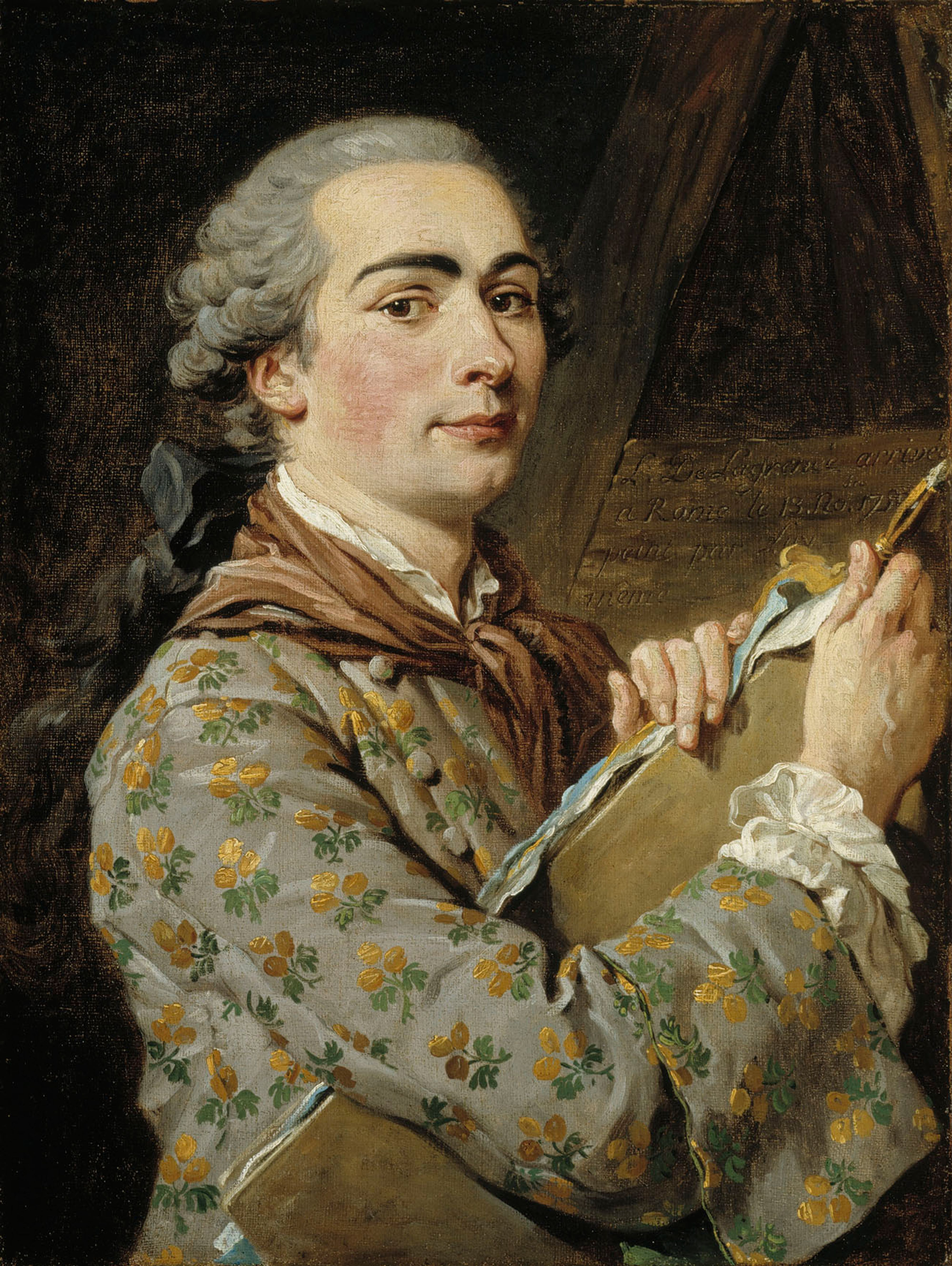
Louis-Jean-François Lagrenée

Louis-Jean-François Lagrenée, född 21 januari 1725, död 19 juni 1805, var en fransk målare.
Lagrenée var elev till Charles André van Loo och kallades efter vistelse som Romstipendiat i Italien av kejsarinnan Elisabet till Sankt Petersburg, där han stannade i tre år som hovmålare och direktör vid konstakademin. 1781 fick Lagrenée ledningen för franska konstakademin i Rom och blev kort före sin död föreståndare för Napoleons på krigsbyte grundade museum. 
Fyra av Lagrenées målningar finns på Nationalmuseum.